# Bifurcació a desnivell

Salt de moltó a la via dibuixada en verd, que permet als trens bifurcar sense envair la via dibuixada en groga.

Una bifurcació a desnivell o un  salt de moltó  és un tipus de bifurcació aplicada a les carreteres o a les vies de ferrocarril, amb la particularitat que la via bifurcada passa per sobre o per sota de les vies principals. L'alternativa a aquest tipus de bifurcació seria crear-ne una amb totes les vies al mateix nivell, però en aquest cas els trens necessiten envair la resta de vies per prendre la bifurcació, entorpint el trànsit ferroviari.

## Complexitat

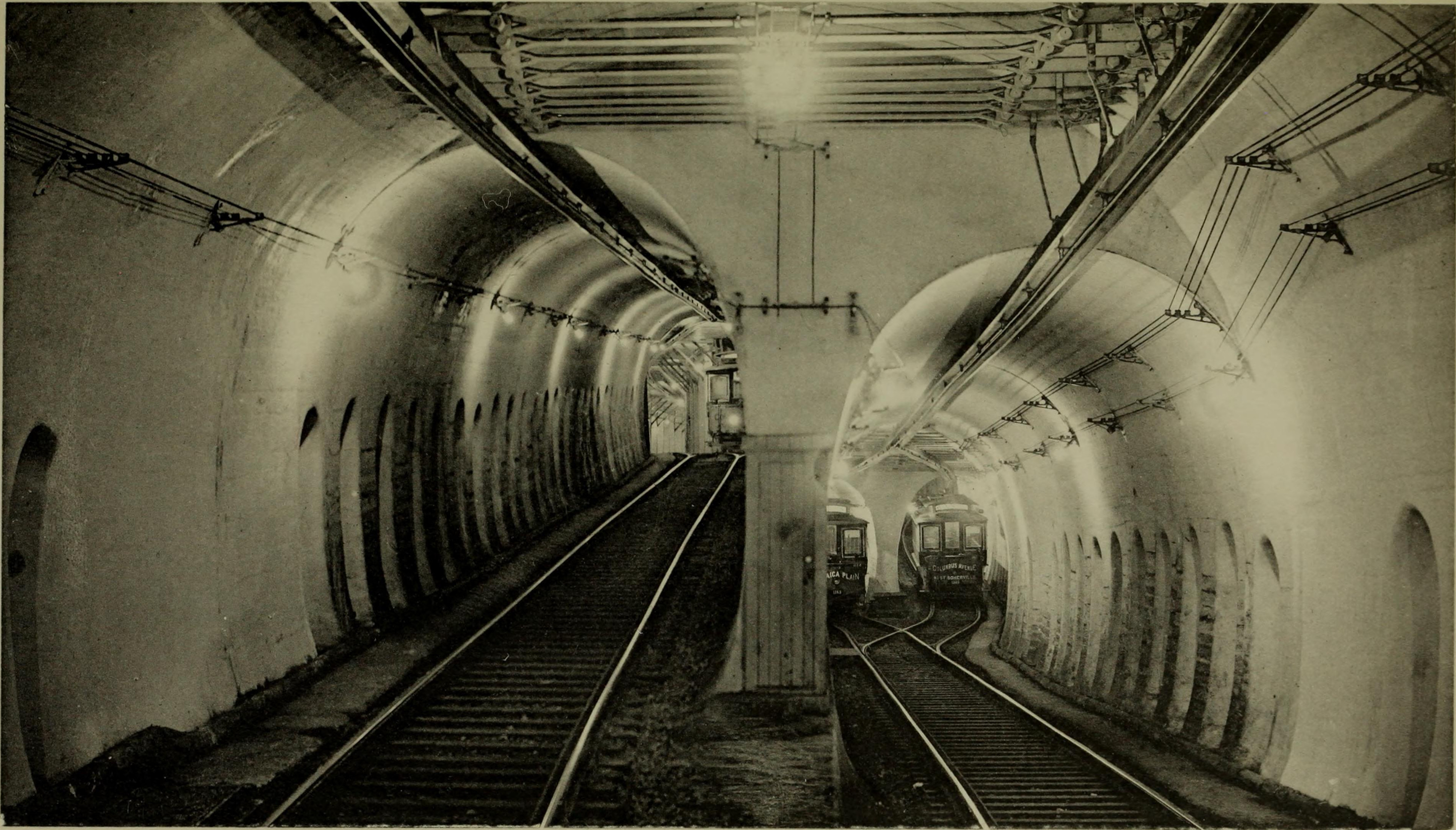
Arrencada d'un salt de moltó subterrani a Boston.

Les xarxes d'alta velocitat promouen les bifurcacions a desnivell, ja que en circular els trens a 300km/h la circulació és difícil d'organitzar si els trens han d'ocupar altres vies per creuar al mateix nivell. Els grans radis de corba necessaris en l'alta velocitat obliguen a que les bifurcacions a desnivell siguin d'una gran longitud. Per això, les bifurcacions a desnivell de major complexitat es poden trobar en les unions entre línies d'alta velocitat, on la necessitat d'empalmar totes les vies entre si per permetre qualsevol tipus de servei, i els paràmetres de disseny obliguen a realitzar grans nusos amb nombrosos salts de moltó.